# Pedro Queiroz Pereira
Pedro Queiroz Pereira (Lisboa, 5 de marzo de 1949 – Ibiza, 18 de agosto de 2018) fue un empresario y piloto de automovilismo portugués.

## Biografía
Queiroz estudió en el Colégio Militar y el Instituto Superior de Contabilidad y Administración de Lisboa, pero abandonó sus estudios para dedicarse a los negocios. Vivió en Brasil entre 1975 y 1987, donde la familia se mudó durante el Proceso Revolucionario en Curso. En ese país también practicaba deportes de motor, concretamente la Fórmula Dos, compitiendo con el famoso Ayrton Senna.
Estuvo en posiciones directicas de diferentes empresas de la familia Queiroz Pereira, con intereses en las industrias inmobiliaria, hotelera, agrícola, de energías renovables, automovilística y cementera y prefabricada. Fue miembro del Consejo de Administración del Hotel Ritz y del Banco Espírito Santo. En 1995, amplió los intereses de la familia Queiroz Pereira a la industria del cemento, con la adquisición de Secil y, posteriormente, a la industria del papel, con la adquisición del 30% de Portucel, sociedades en las que se desempeñó como presidente del consejo de administración, acumulando con el presidente del consejo de administración y la comisión ejecutiva de Semapa.
El 6 de noviembre de 2009, fue galardonado con la Gran Cruz de la Orden del Mérito Empresarial - Clase de Mérito Industrial.
En 2015 se anunció que la dirección ejecutiva de Semapa pasaría a manos de João Castelo Branco, entonces director de McKinsey Ibérica. La medida coincidió con el lanzamiento por parte de Semapa de una oferta pública de adquisición (OPA) sobre capital propio, ofreciendo a cambio acciones de Portucel. Se trató, en sentido estricto, de una oferta pública de canje (OPT) realizada sobre acciones de Semapa que no pertenecen a Sodim, el holding familiar controlado por la familia Queiroz Pereira. Sodim controla el 54,5% de Semapa, que posee el 75,8% de Portucel.
Queirzo Pereira moriría el 18 de agosto de 2018 a los 69 años después de ataque al corazón en su yate en Ibiza.